# Liste der Monuments historiques in Saint-Point-Lac
Die Liste der Monuments historiques in Saint-Point-Lac führt die Monuments historiques in der französischen Gemeinde Saint-Point-Lac auf.

## Liste der Immobilien
| Bezeichnung     | Beschreibung | Standort                   | Kennzeichnung | Schutzstatus | Datum | Bild           |
| --------------- | --- | -------------------------- | ------------- | ------------ | ----- | -------------- |
| Kirche St-Point | Schiff im Kern aus dem späten 12. Jahrhundert, Querschiff und Chorraum aus dem 15. und 16. Jahrhundert, Westfassade von 1845 | Rue Camille Vionnet (Lage) | PA25000038    | Inscrit      | 2004  | weitere Bilder |

## Liste der Objekte
| Bezeichnung      | Beschreibung            | Standort                      | Kennzeichnung | Schutzstatus | Datum | Bild |
| ---------------- | ----------------------- | ----------------------------- | ------------- | ------------ | ----- | ---- |
| Prozessionskreuz | Kupfer, 16. Jahrhundert | in der Kirche St-Point (Lage) | PM25001319    | Classé       | 1910  |      |